# Raquel Olmedo
Siomara Anicia Orama Leal (Caibarién, 30 de dezembro de 1937), mais conhecida como Raquel Olmedo, é uma atriz e cantora que iniciou sua carreira em sua terra natal, Cuba, antes de emigrar para o México depois da Revolução Cubana de 1959.

## Biografia
Olmedo nasceu em Caibarién, Las Villas, Cuba, e iniciou sua carreira lá na ópera de teatro. Após a revolução cubana de 1959, Olmedo chegou ao México em 1959 como uma artista desconhecida. Ela trabalhou um pouco no ramo de filmes antes de finalmente conseguir um pequeno papel na telenovela La sombra del otro, em 1963.
Após esse trabalho, realizou um papel de protagonista na novela Lo imperdonable de 1975 e assinou um contrato com a CBS Records e lançou seu primeiro álbum, "Mitad Mujer", Mitad Gaviota. Sua carreira como cantora mostrou-se inicialmente bem-sucedida, com a faixa-título deste registro (escrita por Lolita De La Colina) se tornando um sucesso de rádio. Ela viajou por toda a América Latina nos seguintes anos, enquanto continuava seu trabalho de televisão e cinema.
Nos próximos anos, ela lançou um total de cinco álbuns, sendo o último o álbum ranchera "Mañana Ya Ni Vengas" em 1983, produzido pela música do arranjador Pedro Ramirez, mais conhecido por seu trabalho com Javier Solís e Vicente Fernández.
Em um seus papéis mais recentes na televisão foi em Barrera de amor, onde provou ser um dos papéis de maior sucesso. Esta foi também uma das primeiras vezes que ela interpretou uma grande vilã.
Por seu trabalho na televisão, seu foi introduzido no Paseo de las Luminarias, um shopping mexicano que possui uma espécie de "Calçada da Fama" com os artistas que se destacam no país, em 1984.

## Filmografia

### Televisão
| Ano  | Título                             | Personagem                             | Notas                                       |
| ---- | ---------------------------------- | -------------------------------------- | ------------------------------------------- |
| 1963 | La sombra del otro                 | —                                      |                                             |
| 1967 | La casa de las fieras              | Marieta                                |                                             |
| 1970 | La cruz de Marisa Cruces           | Raquel                                 |                                             |
| 1972 | Las gemelas                        | Laura                                  |                                             |
| 1972 | Las fieras                         | Edith Brisson                          |                                             |
| 1973 | Cartas sin destino                 | —                                      |                                             |
| 1974 | La tierra                          | Raymunda                               |                                             |
| 1975 | Lo imperdonable                    | Bertha Duval                           |                                             |
| 1978 | Viviana                            | Sonia                                  |                                             |
| 1978 | Doménica Montero                   | Norma                                  |                                             |
| 1979 | Elisa                              | Elisa                                  |                                             |
| 1983 | El maleficio                       | Yuliana Pietri                         |                                             |
| 1986 | Martín Garatuza                    | Princesa de Eboli                      |                                             |
| 1989 | Lo blanco y lo negro               | Soledad                                |                                             |
| 1989 | Atrapada                           | Marcia                                 |                                             |
| 1995 | Bajo un mismo rostro               | Cassandra Teodorakis                   |                                             |
| 1997 | Esmeralda                          | Dominga Ortiz Herrera                  |                                             |
| 1999 | Amor Gitano                        | Manina                                 |                                             |
| 2001 | Atrévete a olvidarme               | La Coronela                            |                                             |
| 2002 | ¡Vivan los niños!                  | Alarica Caradura                       |                                             |
| 2004 | Mujer, casos de la vida real       | —                                      | Episódio: "La fuerza de un sueño II"        |
| 2005 | Piel de otoño                      | Triana Gallastegui                     |                                             |
| 2005 | Barrera de amor                    | Jacinta López Reyes Vda. de Valladolid |                                             |
| 2008 | La rosa de Guadalupe               | Conchita                               | Episódio: "Un camino difícil de andar"      |
| 2009 | Mar de amor                        | Luz Garabán                            |                                             |
| 2010 | Teresa                             | Oriana Guijarro Vda. de Moreno         |                                             |
| 2012 | Abismo de pasión                   | Ramona González                        |                                             |
| 2013 | La rosa de Guadalupe               | Clemencia                              | Episódio: "Tan linda como el sol"           |
| 2014 | Como dice el dicho                 | Laura                                  | Episódio: "Nada es verdad, nada es mentira" |
| 2014 | La malquerida                      | Rosa Molina                            |                                             |
| 2015 | Pasión y poder                     | Gisela Fuentes                         |                                             |
| 2017 | Las 13 Esposas de Wilson Fernandez | Emperatriz                             |                                             |
| 2018 | Por amar sin ley                   | Astrid Domínguez Vda. de Bracho        |                                             |

### Cinema
| Ano  | Título                            | Perosnagem       | Notas                           |
| ---- | --------------------------------- | ---------------- | ------------------------------- |
| 1967 | Don Juan 67                       | —                |                                 |
| 1971 | Siempre hay una primera vez       | Susana           | Não creditada Segment: "Isabel" |
| 1972 | Pepito y la lámpara maravillosa   | Señorita Ramírez |                                 |
| 1974 | Presagio                          | Isabel           |                                 |
| 1974 | Conserje en condominio            | Clodomira        |                                 |
| 1974 | Tráiganlos vivos o muertos        | —                |                                 |
| 1976 | Coronación                        | Dora             |                                 |
| 1977 | Cuando tejen las arañas           | Julia            |                                 |
| 1978 | El arracadas                      |                  |                                 |
| 1978 | La plaza de Puerto Santo          | Florinda         |                                 |
| 1979 | Los indolentes                    | Josefa           |                                 |
| 1979 | La pistolera                      |                  |                                 |
| 1986 | Al filo de la ley: misión rescate | Eloisa Araiza    |                                 |

## Teatro
- Ausencia de Dios (2011)
- Entre Mujeres (2009)
- 12 mujeres en pugna (2009)
- Violinista en el tejado (2005)
- Las Leandras
- Bodas de sangre
- El diluvio que viene
- Hoy, Salvador Novo
- La Hiedra
- La verbena de la Paloma
- Amor Brujo de Falla
- Los Ojos llenos de Amor
- Romances y Corridos (1979)
- Palabra de Mujer
- Que yo cambie no es extraño y Una señora con estilo.

## Discografia

#### Álbuns de estúdio
| Álbum                                     | Detalhes                                              |
| ----------------------------------------- | ----------------------------------------------------- |
| Mitad Mujer, Mitad Gaviota                | - Lançamento: 1977 - Formatos: Disco - Gravadora: CBS |
| Tu, Siempre Tu                            | - Lançamento: 1979 - Formato: Disco - Gravadora: CBS  |
| No Señora                                 | - Lançamento: 1980 - Formato: Disco - Gravadora: CBS  |
| La Fuerza De Una Voz Que Impone El Cambio | - Lançamento: 1982 - Formato: Disco - Gravadora: CBS  |
| Mañana Ya Ni Vengas                       | - Lançamento: 1983 - Formato: Disco - Gravadora: CBS  |
| Con el Alma en Cueros                     | - Lançamento: 2009 - Formatos: CD                     |

## Prêmios e indicações
| Ano  | Festival                       | Categoria                | Nomeações        | Resultado |
| ---- | ------------------------------ | ------------------------ | ---------------- | --------- |
| 1998 | Prêmios TVyNovelas             | Melhor Primeira Atriz    | Esmeralda        | Indicada  |
| 2005 | Prêmio TV Adicto Golden Awards | Melhor Primeira Atriz    | Piel de otoño    | Venceu    |
| 2006 | Prêmios TVyNovelas             | Melhor Primeira Atriz    | Piel de otoño    | Indicada  |
| 2006 | Prêmio Califa de Oro           | Melhor Atuação           | Barrera de amor  | Venceu    |
| 2013 | Prêmios TVyNovelas             | Melhor Atriz Coadjuvante | Abismo de pasión | Venceu    |
| 2013 | Prêmios TVyNovelas             | Melhor Primeira Atriz    | Abismo de pasión | Indicada  |
| 2016 | Prêmios Bravo                  | Melhor Primeira Atriz    | Pasión y poder   | Venceu    |